# STS-2
STS-2는 NASA에서 실시한 두번째 우주 왕복선 임무이자 컬럼비아 우주왕복선의 두 번째 비행이었다. 이 임무는 1981년 11월 12일에 시작됐고 2일 후인 11월 14일 완료되었다. 유인 재사용 궤도 운반선인 STS-2가 두 번째로 우주로 돌아온 것은 역사적으로 첫 번째로 기록되었다. STS-2은 지구 궤도를 돌면서 여러 가지 실험을 한 후 1981년 11월 14일에 에드워드 공군 기지에 착륙했다.
우주 왕복선 초기 계획단계에서, STS-2는 낡은 스카이랩 우주 정거장을 위한 재기동 임무가 되도록 의도되었다. 그러나, 그러한 임무는 왕복선 개발의 지체와 스카이랩의 궤도 악화에 의해 지연되었다. 스카이랩은 결국 STS-2가 시작되기 2년 전인 1979년 7월 11일 궤도를 이탈했다.

## 승무원

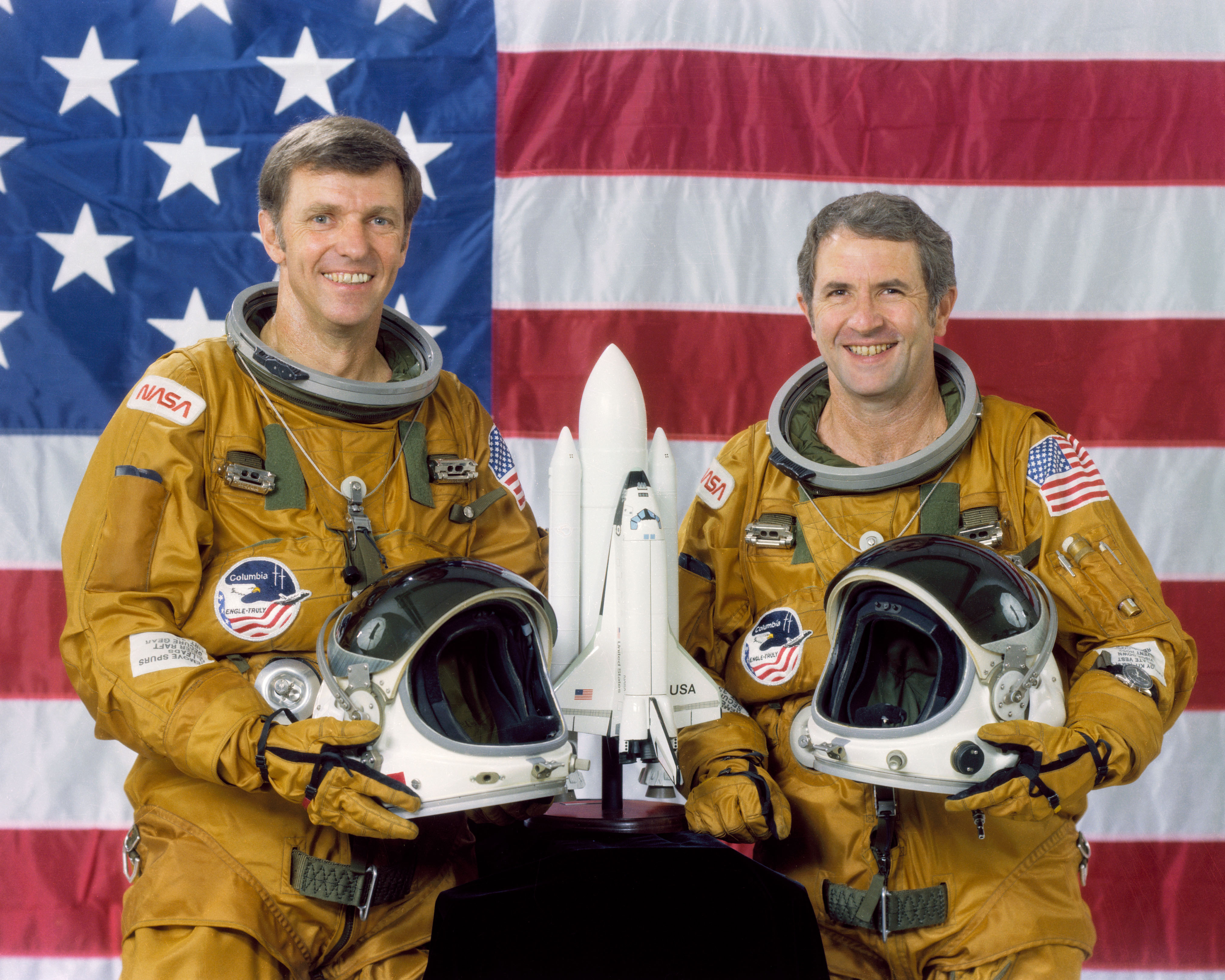
엔글과 트룰리

- 조 엔글(1) - 사령관
- 리처드 H. 트룰리(1) - 파일럿

### 백 업 승무원
- 토머스 매팅리
- 헨리 하츠필드

1. 1 2  “NASA – STS-2”. NASA. 2008년 5월 9일에 확인함.  이 문서는 퍼블릭 도메인 출처의 본문을 포함합니다.